# 詹姆斯·纳赫特韦

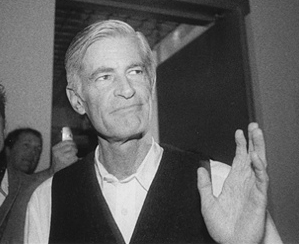
詹姆斯·纳赫特韦

詹姆斯·纳赫特韦（英語：James Nachtwey，1948年3月14日—），美国摄影师。拍摄过卢旺达大屠杀、科索沃独立和911等事件。

## 生平

### 求學階段
纳赫特韦于1948年3月14日出生于美国纽约州锡拉丘兹市，而后在马萨诸塞州长大，就读于莱姆斯特高中。1966年至1970年在美国达特茅斯学院研读艺术史学和社会科学。大学毕业后，他成为了一名商船船员，在航海的日子里，深受越战和一系列美国政治事件中新闻图片影响，决心成为一名摄影师。

### 攝影學習
青年时代的纳赫特韦自学摄影，阅读书籍并租用暗房学习冲印技术。后建立个人画廊，发表摄影专业论文。毕业后他成为学徒图片编辑为，而后成为一名卡车司机。
到1976年，纳赫特韦找到他的第一份摄影工作：新墨西哥州一家报纸的摄影师。大约四年后，纳赫特韦离开新墨西哥州，前往纽约寻找自由摄影师之路。

### 攝影經歷
纳赫特韦踏遍世界的各大战场，报道各类冲突与社会问题。他所到国家和地区包括萨尔瓦多、尼加拉瓜、危地马拉、黎巴嫩、加沙、约旦河西岸、以色列、印度、斯里兰卡、阿富汗、菲律宾、韩国、索马里、苏丹、卢旺达、南非、俄罗斯、波斯尼亚、车臣、罗马尼亚、巴西，直至911后的美国。
当纳赫特韦去拍摄某些图片故事时，并不总有杂志社感兴趣，这时他只能自费出行拍摄诸如罗马尼亚孤儿和索马里饥荒之类。但此类图片一经面世，各大媒体总是争相解囊。
纳赫特韦1984年成为《時代 (雜誌)》签约摄影师，1986年被吸纳为马格南正式成员。2001年，他成为第七图片社的创始人之一。他的作品在世界各大画廊和展览馆展出，由德国黑星和美国考比斯图片社代理。如今他已赢得了报道摄影界几乎全部大奖。
2009年，纳赫特韦随红十字国际委员会一起前往阿富汗和冲突肆虐的菲律宾中棉兰老地区执行拍摄任务。他此次拍摄的战地照片与其他四位知名战地摄影师的作品一起构成了名为“战争中的世界”摄影展。自2009年5月8日起，该展览在纽约、日内瓦以及全球40多个国家巡回展出。
“这项工作需要有人来做......来阐述正确的事实。来唤醒人们！”詹姆斯纳赫特韦用图片向人们这样阐述着他摄影的最终意图，并感化着人们付之于行动。通过他的工作，纳赫特韦正在创建一种公众透明度和舆论压力，以求改变世界上那些让人震惊的血腥事实。

## 获得奖项
- 五次罗伯特·卡帕金奖
- 兩次世界新闻摄影大赛（荷赛）
- 兩次国际摄影中心最高奖
- 六次年度杂志摄影师
- 兩次徕卡奖
- 佳能摄影师奖
- 尤金·史密斯人道主义纪实摄影基金
- TED奖
- 密苏里荣誉勋章